# Piemont (relief)
Piemont reprezintă un tip structural și petrografic de relief de acumulare aflat la poalele unui lanț muntos, la contactul acestuia cu o câmpie sau cu o depresiune. 

## Condiții de apariție
Se formează prin acumularea - în anumite condiții - a depunerilor aduse de apele curgătoare la schimbarea de pantă. Sunt așadar necesare: 
- existența unui climat semiumed cu două anotimpuri - climat în care apele nu pot transporta toate aluviunile până la mare. Aceasta favorizează depunerea acestora la marginea munților. Se formează astfel structuri plane, uneori înclinate, numite în zonele italiei piemonturi.
- existența unei perioade de formare a de abrupturi montane tectonice - când se înalță și reînalță munții.

## Structură
Structura lor este de tip torențial, ce conține cu pietrișuri și aluviuni diverse dispuse în pânze și lentile încrucișate, cu transformare de-a lungul timpului în conglomerate. 

## Dinamică
Se clădesc concomitent cu eroziunea munților care se ridică. Odată cu încetarea înălțării ramelor montane și distrugerea prin eroziune a unei bune părți din masive și crearea unor suprafețe de nivelare, formarea piemonturilor încetează, la fel cum încetează și la modificarea condiției climatice reliefate mai sus - cu cîteva excepții.
Odată procesul de aluvionare încetat, piemonturile sunt cuprinse de procese de eroziune sau tectonice care le distrug. Uneori mișcările tectonice de ridicare sau de cutare ridică piemonturile la altitudini mai mari, transformându-le în podișuri sau dealuri